# قلعة بورشيم
قلعة بورشيم (بالألمانية: Schloss Bürresheim) قلعة أنشئت في القرون الوسطى وتحديداً القرن الثاني عشر، تقع في بلدة ماين في ولاية راينلند بالاتينات في ألمانيا، وتعتبر أحد ثلاثة قلاع بالإضافة إلى قلعتي ألتس وقلعة ليسينجن التي بنيت على الضفة اليسرى من الراين في راينلاند بالاتينات ما زالت موجودة ولم تدمر، رغم حروب القرن السابع عشر والثامن عشر في المنطقة.
تتكون القلعة من عدد من المباني تضم غرفا متعددة الأحجام من عدة طوابق تشمل على مقتنيات خشبية، ومن برج يُعتبر أقدم جزء في القلعة، وقد صور في القلعة لقطات من فيلم إنديانا جونز والحملة الأخيرة الذي أُنتجَ سنة 1989.